# 廈門勸業銀行
廈門勸業銀行於1940年2月16日開業，行址廈門市大漢路（現中山路）365號，資本額日金250萬元，市政府出資80萬元，其餘由“民間”人士殷雪輔、陳長福、金馥生等人投資。

## 概述
銀行首任董事長兼經理為殷雪圃。殷離職後，由李思賢（時任廈門市市長）任董事長，吳瑞琨任經理，周肇春任副經理。內設顧問室、會計、出納、營業部等，另設庶務，行員50多人。顧問均由日本當局指派，先後擔任者有新吾、濱田林莊等人。
該行在鼓浪嶼、金門、廈港設辦事處。廈港辦事處主要發放漁貸，僅幾個月該機構就撤銷了。

## 歷史
1938年5月13日，日本入侵廈門，廈門淪陷。
1938年6月20日，成立“廈門治安維持會”。組成傀儡市政府，發行了「廈門特別市市政府流通券」，面額壹分、伍分二種。
1939年7月，李思賢出任特别市市長。
1940年2月，成立了廈門勸業銀行並發行輔幣券，面額有壹分、伍分、壹角、貳角、伍角五種。
到了1942年7月，汪精衛國民政府的中央儲備銀行在廈門發行「中央儲備銀行」紙幣，於是廈門勸業銀行紙幣停止發行，也就是說，它的紙幣僅僅發行了2年多的時間，就退出了流通。

## 發行鈔券
廈門勸業銀行發行五角、二角、一角、五分、一分的輔幣；並發行“勸業獎券”，兩個月開獎一次。
勸業銀行雖然沒有發行主幣券，但有簽發銀行本票，面額有五千元、一萬元、三萬元、五萬元，在市面上流通。
該行1940年結算實益達20餘萬元，1941年上半年營業額倍增。
抗戰勝利後，該行由廈門市政府接管。

## 鈔票樣式
| 圖案 | 圖案 | 面額 |
| 正面 | 背面 | 面額 |
| ---- | ---- | ---- |
|      |      | 一分 |
|      |      | 五分 |
|      |      | 一角 |
|      |      |      |
|      |      | 二角 |
|      |      | 五角 |